# 咸阳奥体中心
咸阳奥体中心（英語：Xianyang Olympic Sports Center），位於陕西省咸阳市秦都区，投资总额8.9亿元，用地面积318亩、建筑面积71646平方米，是2018年陕西省第十六届运动会的主场馆，也是2021年第十四届全运会的场馆之一。咸阳奥体中心包括主体育场，综合体育馆，游泳馆，室外训练场及相关配套设施。
因外形酷似国家体育场，被当地人形象地称呼为“鸟巢”。

## 场馆概述

### 体育场
咸阳奥体中心体育场以“鼎”形建筑和秦代铠甲幕墙设计为特色。利用湖面优势，连接奥体园区与公园，设有观光塔。外表皮系统采用玻璃和铝板，保持透空率，形成独特视觉效果。体育场采用圆形平屋面罩棚，钢结构设计标准化，保障观众舒适观赛环境。主房间布局在首层，满足各类竞赛需求，而二层平台通过大台阶引导观众人流，实现赛事管理便捷有序。场馆考虑赛后运营，设置运营预留用房和商务酒店，成功举办陕西省运动会等各类赛事和演出，为市民提供丰富的休闲娱乐体验。

## 主要活动

### 体育赛事
- 陕西省第十六届运动会
- 第十四届全运会
- 咸阳杯·美洲队中国行 - 巴拿马国家足球队VS乌拉圭国家青年队国际足球邀请赛[4]

### 文娱演出
| 日期                 | 演出者                                           | 演出名称                               | 场数 | 备注                  |
| -------------------- | ------------------------------------------------ | -------------------------------------- | ---- | --------------------- |
| 2018年9月30日        | 張學友                                           | A CLASSIC TOUR 學友.經典世界巡迴演唱會 | 1    | 首位在此开唱的歌手    |
| 2019年4月27日        | 王力宏                                           | 龙的传人2060世界巡回演唱会             | 1    |                       |
| 2019年10月19日       | 莫文蔚                                           | 绝色25周年世界巡回演唱会               | 1    | 首位在此开唱的女歌手  |
| 2019年10月26日       | 孙燕姿、梁静茹、动力火车、飞儿乐团、程渤智、赵骏 | 新生之夜- 玩美现场超级演唱会西安站     | 1    |                       |
| 2023年10月15日       | 周传雄、齐秦、周蕙、王琪、李佳薇、东来东往       | 2023咸阳金曲天王天后演唱会             | 1    |                       |
| 2023年10月28日至29日 | 林俊杰                                           | JJ20世界巡迴演唱會                     | 2    | 首位在此连开2场的歌手 |
| 2024年5月25日        | 张惠妹                                           | ASMR MAX世界巡回演唱会                 | 1    |                       |
| 2024年7月13日        | 蔡依林                                           | Ugly Beauty世界巡迴演唱會              | 1    |                       |